# Station Larbert
Larbert is een spoorwegstation van National Rail in Falkirk in Schotland. Het station is eigendom van Network Rail en wordt beheerd door ScotRail. 